# Andovce
Andovce (bis 1948 slowakisch „Andód“; ungarisch Andód) ist eine mittelgroße Gemeinde im Westen der Slowakei mit 1792 Einwohnern (Stand 31. Dezember 2024), die zum Okres Nové Zámky, einem Kreis des Nitriansky kraj, gehört.

## Geographie
Die Gemeinde befindet sich im slowakischen Donautiefland auf einer Flurterrasse zwischen der Waag und der Nitra. Das Ortszentrum liegt auf einer Höhe von 112 m n.m. und ist fünf Kilometer von Nové Zámky entfernt.
Nachbargemeinden sind Zemné im Westen und Norden, Nové Zámky im Osten und Süden und Komoča im Südwesten.

## Geschichte
Das heutige Gemeindegebiet ist seit der Jungsteinzeit besiedelt, mit Funden der Bandkeramischen Kultur und Siedlungen aus der Bronze-, Latène- und Römerzeit sowie einer slawischen Siedlung der Zeit des Mährerreichs.
Das genaue Gründungsjahr ist nicht bekannt, die erste schriftliche Erwähnung stammt aus dem Jahr 1421 in der Form Ondod. Der erste nachgewiesene Gutsherr war Herzog Ctibor, der 1431 in einer Urkunde den Ort vom Herrschaftsgut von Šurany herausnahm und der Propstei von Neustadt an der Waag und somit dem Herrschaftsgut der Burg Beckov schenkte. Im 16. Jahrhundert kam ein Teil des Herrschaftsguts an die Bánffys und später an die Familie Nyári. Zu einem nicht genau bekannten Zeitpunkt, sicherlich aber im 18. Jahrhundert kam die Ortschaft zurück zum Herrschaftsgut von Šurany. 1828 zählte man 77 Häuser und 542 Einwohner, die in der Landwirtschaft beschäftigt waren.
Bis 1918/1919 gehörte der im Komitat Neutra liegende Ort zum Königreich Ungarn und kam danach zur Tschechoslowakei beziehungsweise heute Slowakei. Auf Grund des Ersten Wiener Schiedsspruchs lag er 1938–1945 noch einmal in Ungarn.
1948 wurde der alte Name Andód, der sich möglicherweise vom Namen des Gutsherren Amadé oder der Familie Szegi-Andai herleitete, nach Andovce slowakisiert.

## Bevölkerung
| Jahr                | 1994 | 2004    | 2014    | 2024     |
| ------------------- | ---- | ------- | ------- | -------- |
| Anzahl der Personen | 1219 | 1296    | 1417    | 1792     |
| Unterschied         |      | +6,31 % | +9,33 % | +26,46 % |

| Jahr                | 2023 | 2024    |
| ------------------- | ---- | ------- |
| Anzahl der Personen | 1775 | 1792    |
| Unterschied         |      | +0,95 % |

Nach der Volkszählung 2011 wohnten in Andovce 1358 Einwohner, davon 714 Magyaren, 548 Slowaken, vier Tschechen und ein Russe; fünf Einwohner gehörten zu einer anderen Ethnie. 86 Einwohner machten diesbezüglich keine Angabe. 976 Einwohner bekannten sich zur römisch-katholischen Kirche, 40 Einwohner zur evangelischen Kirche A. B., 19 Einwohner zur reformierten Kirche, jeweils acht Einwohner zu den Zeugen Jehovas sowie zur evangelisch-methodistischen Kirche, zwei Einwohner zur orthodoxen Kirche und jeweils ein Einwohner zu den Baptisten und zur Brüderkirche; sechs Einwohner bekannten sich zu einer anderen Konfession. 191 Einwohner waren konfessionslos und bei 106 Einwohnern wurde die Konfession nicht ermittelt.

## Bauwerke
- römisch-katholische Kirche im spätklassizistischen Stil aus dem Jahr 1858
- Gedenkhaus von Gregor Czuczor mit einem heimatkundlichen Museum

## Söhne und Töchter der Gemeinde
- Gregor Czuczor (1800–1866), ungarischer Schriftsteller und Ordensbruder